# Wörth am Main
Wörth am Main (eller: Wörth a.Main) er en by i Landkreis Miltenberg i Regierungsbezirk Unterfranken i den tyske delstat Bayern.

## Geografi
Wörth ligger i Maindalen, mellem højderne fra Odenwald og Spessart.